# Lijn 2 (metro van New York)
De 2 Seventh Avenue Express of ook wel lijn 2 is een metrolijn die onderdeel is van de metro van New York. Op plattegronden, stationsborden en richtingfilms staat de lijn aangegeven in de kleur rood. De lijn loopt vanaf 241st Street in de Bronx door Manhattan naar Flatbush Avenue in Brooklyn.

## Geschiedenis
Op 10 juli 1905 werd de verbinding tussen de Lennox Line en de White Plains Road Line geopend. Een traject dat slechts Manhattan met de Bronx verbond.
Pas in 19 december 1919 was de lijn doorgetrokken naar South-Ferry met een spits-dienst tot aan Atlantic Avenue op Brooklyn en 5 jaar later tot aan New Lots Avenue.
In 5 september 1937 ontstond er in het spitsuur een lijn die liep tot aan Flatbush Avenue en vanaf 1959 werd dat een normale dienst.
Sinds 11 september 2001 veranderde de gehele lijn in een local. Pas een jaar later werd het weer een express line op het gedeelte tussen 96th Street en Chambers Street.

## Stations
| Tijdtabel                                                             | Betekenis                                                             |
| --------------------------------------------------------------------- | --------------------------------------------------------------------- |
| Stopt alle tijden                                                     | Stopt alle tijden                                                     |
| Dit station wordt alleen aangedaan in de nacht                        | Dit station wordt alleen aangedaan in de nacht                        |
| Dit station wordt alleen aangedaan in de spitsuren in de piekrichting | Dit station wordt alleen aangedaan in de spitsuren in de piekrichting |
|                                                                       | Rolstoeltoegankelijk station                                          |

|                                                                       | Station                               |                             | Overstappunt |  |
| --------------------------------------------------------------------- | ------------------------------------- | --------------------------- | ------------ |  |
| The Bronx                                                             |                                       |                             |              |  |
| stopt alle tijden                                                     | Wakefield-241st Street                |                             |              |  |
| stopt alle tijden                                                     | Nereid Avenue                         |                             |              |  |
| stopt alle tijden                                                     | 233rd Street                          |                             |              |  |
| stopt alle tijden                                                     | 225th Street                          |                             |              |  |
| stopt alle tijden                                                     | 219th Street                          |                             |              |  |
| stopt alle tijden                                                     | Gun Hill Road                         |                             |              |  |
| stopt alle tijden                                                     | Burke Avenue                          |                             |              |  |
| stopt alle tijden                                                     | Allerton Avenue                       |                             |              |  |
| stopt alle tijden                                                     | Pelham Parkway                        |                             |              |  |
| stopt alle tijden                                                     | Bronx Park East                       |                             |              |  |
| stopt alle tijden                                                     | East 180 Street                       |                             |              |  |
| stopt alle tijden                                                     | West Farms Square-East Tremont Avenue |                             |              |  |
| stopt alle tijden                                                     | 174th Street                          |                             |              |  |
| stopt alle tijden                                                     | Freeman Street                        |                             |              |  |
| stopt alle tijden                                                     | Simpson Street                        |                             |              |  |
| stopt alle tijden                                                     | Intervale Avenue                      |                             |              |  |
| stopt alle tijden                                                     | Prospect Avenue                       |                             |              |  |
| stopt alle tijden                                                     | Jackson Avenue                        |                             |              |  |
| stopt alle tijden                                                     | 3rd Avenue-149th Street               |                             |              |  |
| stopt alle tijden                                                     | 149th Street-Grand Concourse          |                             |              |  |
| Manhattan                                                             |                                       |                             |              |  |
| stopt alle tijden                                                     | 135th Street                          |                             |              |  |
| stopt alle tijden                                                     | 125th Street                          |                             |              |  |
| stopt alle tijden                                                     | 116th Street-Columbia University      |                             |              |  |
| stopt alle tijden                                                     | Central Park North-110th Street       |                             |              |  |
| stopt alle tijden                                                     | 96th Street                           |                             |              |  |
| Dit station wordt alleen aangedaan in de nacht                        | 86th Street                           |                             |              |  |
| Dit station wordt alleen aangedaan in de nacht                        | 79th Street                           |                             |              |  |
| stopt alle tijden                                                     | 72nd Street                           |                             |              |  |
| Dit station wordt alleen aangedaan in de nacht                        | 66th Street-Lincoln Center            |                             |              |  |
| Dit station wordt alleen aangedaan in de nacht                        | 59th Street-Columbus Circle           |                             |              |  |
| Dit station wordt alleen aangedaan in de nacht                        | 50th Street                           |                             |              |  |
| stopt alle tijden                                                     | Times Square-42nd Street              |                             |              |  |
| stopt alle tijden                                                     | 34th Street-Penn Station              |                             |              |  |
| Dit station wordt alleen aangedaan in de nacht                        | 28th Street                           |                             |              |  |
| Dit station wordt alleen aangedaan in de nacht                        | 23rd Street                           |                             |              |  |
| Dit station wordt alleen aangedaan in de nacht                        | 18th Street                           |                             |              |  |
| stopt alle tijden                                                     | 14th Street                           |                             |              |  |
| Dit station wordt alleen aangedaan in de nacht                        | Christopher Street-Sherdian Square    |                             |              |  |
| Dit station wordt alleen aangedaan in de nacht                        | Houston Street                        |                             |              |  |
| Dit station wordt alleen aangedaan in de nacht                        | Canal Street                          |                             |              |  |
| Dit station wordt alleen aangedaan in de nacht                        | Franklin Street                       |                             |              |  |
| stopt alle tijden                                                     | Chambers Street                       |                             |              |  |
| stopt alle tijden                                                     | Park Place                            |                             |              |  |
| stopt alle tijden                                                     | Fulton Street                         |                             |              |  |
| stopt alle tijden                                                     | Wall Street                           |                             |              |  |
| Brooklyn                                                              |                                       |                             |              |  |
| stopt alle tijden                                                     | Clark Street                          |                             |              |  |
| stopt alle tijden                                                     | Borough Hall                          |                             |              |  |
| stopt alle tijden                                                     | Hoyt Street-Fulton Mall               |                             |              |  |
| stopt alle tijden                                                     | Nevins Street                         |                             |              |  |
| stopt alle tijden                                                     | Atlantic Avenue                       |                             |              |  |
| stopt alle tijden                                                     | Bergen Street                         |                             |              |  |
| stopt alle tijden                                                     | Grand Army Plaza                      |                             |              |  |
| stopt alle tijden                                                     | Eastern Parkway-Brooklyn Museum       |                             |              |  |
| stopt alle tijden                                                     | Franklin Avenue                       |                             |              |  |
|                                                                       |                                       |                             |              |  |
| Nostrand Avenue Line tak                                              |                                       |                             |              |  |
| stopt alle tijden                                                     | President Street                      |                             |              |  |
| stopt alle tijden                                                     | Sterling Street                       |                             |              |  |
| stopt alle tijden                                                     | Winthrop Street                       |                             |              |  |
| stopt alle tijden                                                     | Church Avenue                         |                             |              |  |
| stopt alle tijden                                                     | Beverly Road                          |                             |              |  |
| stopt alle tijden                                                     | Newkirk Avenue                        |                             |              |  |
| stopt alle tijden                                                     | Brooklyn College-Flatbush Avenue      |                             |              |  |
|                                                                       |                                       |                             |              |  |
| New Lots Line tak (incidentele spitsritten)                           |                                       |                             |              |  |
| Dit station wordt alleen aangedaan in de spitsuren in de piekrichting | Nostrand Avenue                       |                             |              |  |
| Dit station wordt alleen aangedaan in de spitsuren in de piekrichting | Kingston Avenue                       |                             |              |  |
| Dit station wordt alleen aangedaan in de spitsuren in de piekrichting | Crown Heights-Utica Avenue            | Handicapped/disabled access |              |  |
| Dit station wordt alleen aangedaan in de spitsuren in de piekrichting | Sutter Avenue-Rutland Road            |                             |              |  |
| Dit station wordt alleen aangedaan in de spitsuren in de piekrichting | Saratoga Avenue                       |                             |              |  |
| Dit station wordt alleen aangedaan in de spitsuren in de piekrichting | Rockaway Avenue                       |                             |              |  |
| Dit station wordt alleen aangedaan in de spitsuren in de piekrichting | Junius Street                         |                             |              |  |
| Dit station wordt alleen aangedaan in de spitsuren in de piekrichting | Pennsylvania Avenue                   |                             |              |  |
| Dit station wordt alleen aangedaan in de spitsuren in de piekrichting | Van Siclen Avenue                     |                             |              |  |
| Dit station wordt alleen aangedaan in de spitsuren in de piekrichting | New Lots Avenue                       |                             |              |  |

Van noord naar zuid:
Wakefield-241st Street · 
Nereid Avenue · 
233rd Street · 
225th Street · 
219th Street · 
Gun Hill Road · 
Burke Avenue · 
Allerton Avenue · 
Pelham Parkway · 
Bronx Park East · 
East 180 Street · 
West Farms Square-East Tremont Avenue · 
174th Street · 
Freeman Street · 
Simpson Street · 
Intervale Avenue · 
Prospect Avenue · 
Jackson Avenue · 
3rd Avenue-149th Street · 
149th Street-Grand Concourse · 
135th Street · 
125th Street · 
116th Street · 
Central Park North-110th Street · 
96th Street ·
86th Street · 
79th Street · 
72nd Street · 
66th Street-Lincoln Center · 
59th Street-Columbus Circle · 
50th Street · 
Times Square-42nd Street · 
34th Street-Penn Station · 
28th Street · 
23rd Street · 
18th Street · 
14th Street · 
Christopher Street-Sheridan Square · 
Houston Street · 
Canal Street · 
Franklin Street · 
Chambers Street · 
Park Place · 
Fulton Street · 
Wall Street · 
Clark Street · 
Borough Hall · 
Hoyt Street-Fulton Mall · 
Nevins Street · 
Atlantic Avenue · 
Bergen Street · 
Grand Army Plaza · 
Eastern Parkway-Brooklyn Museum · 
Franklin Avenue

Nostrand Avenue Line:
President Street · 
Sterling Street · 
Winthrop Street · 
Church Avenue · 
Beverly Road · 
Newkirk Avenue · 
Brooklyn College-Flatbush Avenue

New Lots Line:
Nostrand Avenue · 
Kingston Avenue · 
Crown Heights-Utica Avenue · 
Sutter Avenue-Rutland Road · 
Saratoga Avenue · 
Rockaway Avenue · 
Junius Street · 
Pennsylvania Avenue · 
Van Siclen Avenue · 
New Lots Avenue
 ·  ·  ·  ·  ·  ·  ·  ·  · 